# Ikona (album Tau)
Ikona – siódmy album studyjny polskiego rapera i producenta Tau wydany 23 grudnia 2020 roku nakładem własnej wytwórni Bozon Records. Wydawnictwo zostało w większości wyprodukowane przez rosyjskiego producenta o pseudonimie lxvw.xo oraz samego Tau. Dwa utwory wyprodukował 13-letni syn rapera Aleksander Kowalczyk. Gościnnie na płycie pojawia się między innymi ks. Jakub Bartczak, laureat drugiej edycji programu Must Be the Music. Tylko muzyka ks. Maciej Czaczyk, B.R.O, Małach, Zbuku, Lipek oraz Sarius.
Album zadebiutował na 14. miejscu notowania OLiS. Dla osób, które zamówiły album w przedsprzedaży dołączana była dodatkowa płyta zatytułowana Ikona+ zawierająca pięć dodatkowych utworów.

## Lista utworów
| Ikona | Ikona                                         | Ikona                     | Ikona   |
| Nr    | Tytuł utworu                                  | Muzyka                    | Długość |
| ----- | --------------------------------------------- | ------------------------- | ------- |
| 1.    | „Pora Wracać” (gościnnie Małach)              | lxvw.xo                   | 4:11    |
| 2.    | „Horhe”                                       | lxvw.xo                   | 4:14    |
| 3.    | „Kod”                                         | Aleksander Kowalczyk      | 4:57    |
| 4.    | „Lifestyle”                                   | lxvw.xo                   | 5:04    |
| 5.    | „Bukiet Kwiatów”                              | lxvw.xo                   | 4:38    |
| 6.    | „Kiedy Płynie Łza” (gościnnie Zbuku)          | lxvw.xo                   | 4:20    |
| 7.    | „Do Zobaczenia”                               | lxvw.xo                   | 4:08    |
| 8.    | „Ikona”                                       | lxvw.xo                   | 4:18    |
| 9.    | „High Life” (gościnnie ks. Jakub Bartczak)    | lxvw.xo                   | 4:25    |
| 10.   | „Basketball” (gościnnie Lipek)                | lxvw.xo                   | 4:34    |
| 11.   | „W Pół Drogi”                                 | lxvw.xo                   | 4:11    |
| 12.   | „Stars” (gościnnie B.R.O)                     | lxvw.xo                   | 4:18    |
| 13.   | „Crash”                                       | lxvw.xo                   | 3:22    |
| 14.   | „Sahara” (gościnnie Sarius)                   | Tau                       | 4:53    |
| 15.   | „Na Własne Oczy”                              | lxvw.xo                   | 3:49    |
| 16.   | „Quo Vadis”                                   | Aleksander Kowalczyk, Tau | 3:25    |
| 17.   | „Tu Es Petrus” (gościnnie ks. Maciej Czaczyk) | lxvw.xo                   | 4:21    |
|       |                                               |                           | 1:13:08 |

| Ikona+ | Ikona+         | Ikona+ | Ikona+  |
| Nr     | Tytuł utworu   | Muzyka | Długość |
| ------ | -------------- | ------ | ------- |
| 1.     | „Nowy Rok”     | ?      | 3:30    |
| 2.     | „Numer Jeden”  | ?      | 4:14    |
| 3.     | „Cicho Sza”    | ?      | 3:22    |
| 4.     | „Dobry Pan”    | ?      | 4:06    |
| 5.     | „Sen Z Powiek” | ?      | 6:23    |
|        |                |        | 21:35   |